# Šaš (Mađarska)
Šaš (mađ. Sásd, nje. Schaschd) je gradić u središnjoj južnoj Mađarskoj.
Zauzima površinu od 14,88 km četvornih.

## Zemljopisni položaj
Nalazi se na 46° 15' sjeverne zemljopisne širine i 18° 7' istočne zemljopisne dužine, sjeverozapadno od Mečeka, na sjeverozapadu Baranjske županije, 1,5 km južno od županijske granice (s Tolnanskom županijom). Palé je 1 km zapadno, Meződ je 1,5 km sjeverno, Tarrós je 2,5 km sjeverozapadno, Vázsnok i Felsőegerszeg su 1 km istočno, a Varga je 2 km istočno, Raslovo je 2 km južno-jugoistočno, Mindszentgodisa je 1,5 km jugozapadno. 

## Upravna organizacija
Upravno pripada Šaškoj mikroregiji u Baranjskoj županiji. Poštanski broj je 7370. 

## Povijest
U Šašu i susjedstvu su nađeni nalazi iz brončanog doba: paljevinski grobovi.
U doba starog Rima je ovuda prolazila trgovačka cesta Pons Sociorum.
Šaš se spominje u papinim spisima još 1332.
U 14. se spominje kao posjed obitelji Dombai, a kasnije je bilo posjedom obitelji Werbőczy.
Za vrijeme turskih osvajanja je ovo selo došlo pod tursku vlast. Turske vlasti su ovdje napravili utvrdu od dasaka. 
Nakon što se Šaš oslobodio od Turaka, ovdje se nalazila carinarnica. Kasnije je bila posjedom palatina Pavla Eszterházyja, onda jednim od dumvarskih gospodara.

## Kultura
U Šašu se nalazi rimokatolička crkva sv. Ivana Nepomuka, a vrijedi spomenuti i spomenik posvećen žrtvama drugog svjetskog rata.

## Promet
Kroz Šaš prolaze državne cestovne prometnice br. 611 i br. 66. Kroz Šaš prolazi željeznička prometnica Dumvar-Pečuh. U Šašu su dvije željezničke postaje, od kojih je jedna MÁV-ova.

## Stanovništvo
Šaš ima 3548 stanovnika (2001.). Mađari su većina. Nijemci, koji u selu imaju manjinsku samoupravu, čine 4%, a od ostalih manjina u Šašu su Romi, kojih je 2,9% i Hrvati, kojih je 0,2%. Skoro 80% stanovnika su rimokatolici, kalvinista je 3%, luterana je 1%, a u Šašu je i nekoliko grkokatolika.

### Poznate osobe
- László Bükkösdi, mađarski televizijski djelatnik

## Gradovi prijatelji i gradovi partneri
- Westhausen
- Izvoru Crişului
- Raaba
- Pierrelay
- Neftenbach
- Mogilany

## Vanjske poveznice
- (mađ.) Sásd Önkormányzatának honlapja
- (mađ.) Sásd a Vendégvárón  Arhivirana inačica izvorne stranice od 12. travnja 2006. (Wayback Machine)
- (mađ.) Térkép Kalauz – Sásd
- (mađ.) Sásd.lap.hu - linkgyűjtemény
- Šaš na fallingrain.com